# Кумпарсита
Эта статья — о музыкальном произведении. О фильме 1993 года см. Кумпарсита (фильм)
«Кумпарси́та» (исп. La cumparsita) — танго, одно из самых известных произведений этого жанра.

## История создания
Автор — Херардо Эрнан Матос Родригес. Матос Родригес написал его, будучи студентом университета в Монтевидео в 1914 году (по другим источникам, к карнавалу 1916). В первоначальном варианте это был небольшой (и пока ещё безымянный) марш, посвящённый студенческой «кумпарсе» (cumparsa) — группе, в которой в то время состоял автор: отсюда-то позднее и возникло название этого танго. В 1916 году в кафе «Хиральда» (La Giralda) в столице Уругвая выступал со своим оркестром известный аргентинский пианист Роберто Фирпо (Roberto Firpo), которому через своих товарищей Матос Родригес и передал ноты. Именно в этом кафе в сентябре 1916 г. (впрочем, иногда называют и более позднюю дату — 19 апреля 1917 года) впервые прозвучало ставшее впоследствии знаменитым танго «Кумпарсита».
По воспоминаниям Роберто Фирпо, в Монтевидео, где он в 1916 году выступал в кафе «Хиральда», к нему как-то обратилась группа студентов местного университета из примерно полутора десятка молодых людей, которые сказали, что приобрели небольшой марш, из которого, как им кажется, могло бы получиться неплохое танго, и предложили сделать аранжировку этого произведения. Они попросили его закончить работу уже к вечеру, поскольку это необходимо их молодому другу, которого зовут Матос Родригес. «Я сел за пианино, — рассказывал Фирпо, — припомнил два собственных танго „La Gaucha Manuela“ и „Curda Completa“, написанных ещё в 1906 году, но не пользовавшихся большим успехом… Взял понемногу из каждого. Вечером я уже исполнял новое танго вместе с другими, такими как „Bachicha“, „Deambroggio“ и „Tito Roccatagliatta“. Потрясающий успех… Однако вскоре это танго было забыто, настоящая слава пришла к нему только после того, как Энрике Марони и Паскуаль Контурси написали к нему свои слова».
Сочинение было анонимным — молодой автор из скромности или по наивности не указал тогда своего имени, хотя Фирпо оно, безусловно, было известно. Роберто Фирпо доработал «Кумпарситу»: используя материал собственных танго, он дописал вторую часть, а затем добавил и третью, использовав музыку из оперы Верди «Трубадур» [источник?]. Таким образом, у «Кумпарситы» фактически три композитора: Родригес — Фирпо — Верди, — однако Фирпо никогда не считал себя вправе претендовать на соавторство, полагая, что своим успехом «Кумпарсита» всецело обязана именно первой части, принадлежащей Матосу Родригесу.
В 1924 году Паскуаль Контурси (Pascual Contursi) и Энрике Марони (Enrique Maroni) написали к «Кумпарсите» новые слова (первый вариант, как и музыка, принадлежал Херардо Матосу Родригесу), и она была исполнена певцом Карлосом Гарделем. Именно эта версия, в исполнении Гарделя, облетела страны Америки и Европы и сделала танго оглушительно знаменитым. Однако, поскольку слова и название (танго было записано К. Гарделем под названием «Si Supieras» — «Если бы ты знала») были изменены без согласования с автором, Родригес счел необходимым обратиться в суд, чтобы отстоять свои права (именно во время этого процесса он сблизился с Гарделем и они стали друзьями). Впоследствии Матосу Родригесу пришлось ещё неоднократно защищать свои права на «Кумпарситу» через суд, и окончательный конец разбирательствам был положен только в 1948 году, когда легендарный «танговый» композитор и исполнитель Франсиско Канаро (Francisco Canaro) как президент Аргентинского общества авторов и композиторов (SADAIC) вынес решение, в котором были чётко оговорены права и обязанности всех заинтересованных сторон: композитора, авторов обоих вариантов слов, издателей и исполнителей.

## Использование мелодии
«Кумпарсита» была выбрана для одного из самых знаменитых номеров в танцах на льду в исполнении Людмилы Пахомовой и Александра Горшкова.
В сезонах 2020 и 2021 «Кумпарситу» использовала художественная гимнастка Дина Аверина в упражнении с лентой.  
«Кумпарсита» также звучала в восьмом выпуске «Ну, погоди!» (танец Волка с Зайцем на льду).

## Записи
- Кумпарсита в исполнении Карлоса Гарделя
- Кумпарсита в исполнении Эдуардо Капусси и Марианы Флорес
- Кумпарсита в исполнении Олави Вирта и Metro-Tytöt
- Танго Кумпарсита в исполнении и обработке скрипачки Екатерины Цветаевой (эстрадная скрипка)
- Танго Кумпарсита исполняют Хуан Карлос Копес и Сесилия Наро́ва в фильме «Танго» Карлоса Сауры (1998)
- Подборка видео танго Кумпарсита в исполнении различных танцоров аргентинского танго